# Гушчулар (Ходжавендский район)
Гушчулар (азерб. Quşçular) — село в Гюнешлинском сельском административно-территориальном округе Ходжавендского района Азербайджана.

## География
Село Гушчулар входит в состав Гюнешлинского сельского административно-территориального округа Ходжавендского района, при этом в состав этого сельского административно-территориального округа входит также и село Гюнешли, которое является центром этого сельского административно-территориального округа.

## История
Решением Верховного Совета Азербайджанской Республики от 25 мая 1991 года № 123-XII было постановлено включить фактически существующее село Гушчулар в список населённых пунктов Гадрутского района НКАО. Этим решением было постановлено также переименование села Норашен Гадрутского района в Гюнешли, выведение села Гюнешли из состава Гадрутского посёлкового Совета, создание Гюнешлинского сельсовета с центром в селе Гюнешли, а также передача села Гушчулар в состав Гюнешлинского сельсовета.
2 сентября 1991 года на совместной сессии Нагорно-Карабахского областного и Шаумяновского районного Советов народных депутатов была принята Декларация о провозглашении Нагорно-Карабахской Республики в границах Нагорно-Карабахской автономной области (НКАО) и сопредельного Шаумяновского района Азербайджанской ССР.
26 ноября 1991 года Верховный Совет Азербайджанский Республики принял Закон "Об упразднении Нагорно-Карабахской автономной области Азербайджанской Республики". В этом Законе помимо упразднения Нагорно-Карабахской Автономной Области (НКАО), было постановлено в том числе также и переименование Мартунинского района в Ходжаведский, упразднение Гадрутского района и присоединение территории Гадрутского района в состав Ходжавендского района. В настоящее время село Гушчулар является селом в составе Гюнешлинского сельского административно-территориального округа Ходжавендского района Азербайджана, а в состав Гюнешлинского сельского административно-территориального округа входит также и село Гюнешли, которое является центром этого сельского административно-территориального округа.
В результате Карабахского конфликта село попало под контроль непризнанной Нагорно-Карабахской Республики (НКР). Согласно административно-территориальному делению непризнанной республики, село располагалось на территории Гадрутского района НКР.
9 ноября 2020 года во время Второй карабахской войны Азербайджан восстановил контроль над селом.

## Население
В административном делении Азербайджанской ССР на 1933 год, в составе Цурского сельсовета указаны населённые места: Норашен (азерб. Noraşen, ныне Гюнешли), Цур (азерб. Tsur, ныне Сор) и Кушчулар (азерб. Quşçular), при этом в указанном там селе Кушчулар проживало 148 человек (32 хозяйства), все — армяне. Это населённое место не упоминается в последующих административно-территориальных делениях Азербайджанской ССР. Современное же село Гушчулар было включено в список населённых пунктов Решением Верховного Совета Азербайджанской Республики от 25 мая 1991 года. Однако не ясно является ли это село тем самым населённым местом Кушчулар, который был упамянут в административно-территориальном делении на 1933 год.